# Lijst van burgemeesters van Heenvliet
Dit is een lijst van burgemeesters van de voormalige Nederlandse gemeente Heenvliet in de provincie Zuid-Holland tot 1 januari 1980. Op deze datum werden de voormalige gemeenten Abbenbroek, Oudenhoorn en Zuidland en delen van de gemeenten Heenvliet  en Geervliet (inclusief Simonshaven) samengevoegd tot de nieuwe gemeente Bernisse.
| Ambtsperiode                     | Naam burgemeester                             | Partij of stroming | Bijzonderheden                                                                            |
| -------------------------------- | --------------------------------------------- | ------------------ | ----------------------------------------------------------------------------------------- |
| 1817 - 1844                      | Stephanus Bodde                               |                    | tot 1825 schout, tevens schout/burgemeester van Abbenbroek                                |
| 1844 - 1862                      | mr. Johannes Laurens Michel Cornelis Lamaison |                    | Tevens burgemeester van Abbenbroek                                                        |
| 1862 - 1874                      | Johan Juriaan Kranenburg                      |                    | Tevens burgemeester van Abbenbroek                                                        |
| 1874 - 1907                      | Jacobus Simon Korteweg                        |                    | Tevens burgemeester van Abbenbroek                                                        |
| 1908 - 1920                      | Jan Willem Boers                              |                    | Tevens burgemeester van Abbenbroek, eerder burgemeester van Rozenburg                     |
| mei 1920 - najaar 1945           | Cornelis von Lindern                          |                    | Tevens burgemeester van Geervliet (1919-1945)                                             |
| 1 februari 1947 - september 1954 | Mr. Wim (W.H.) Sprenger                       | PvdA               | Tevens burgemeester van Geervliet, werd in september 1954 burgemeester van Oostvoorne.    |
| 16 maart 1955 - 31 januari 1968  | Mr. Johannes Hermanus Vijgeboom               | PvdA               | Tevens burgemeester van Geervliet, werd per 1 februari 1968 burgemeester te Alblasserdam. |
| 1 juli 1968 - 15 mei 1978        | A.J.M. Derksen                                | PvdA               | Tevens burgemeester van Geervliet, werd in 1978 burgemeester van Steenbergen              |
| 15 mei 1978 - 31 december 1979   | Nico (N.) Hesseler                            | PvdA               | Waarnemend. Tevens burgemeester van Poortugaal en waarnemend burgemeester van Geervliet.  |